# Aristau
Aristau (toponimo tedesco) è un comune svizzero di 1 433 abitanti del Canton Argovia, nel distretto di Muri.

## Storia
Il comune di Aristau è stato istituito nel 1816 per scorporo da quello di Muri.

## Monumenti e luoghi d'interesse

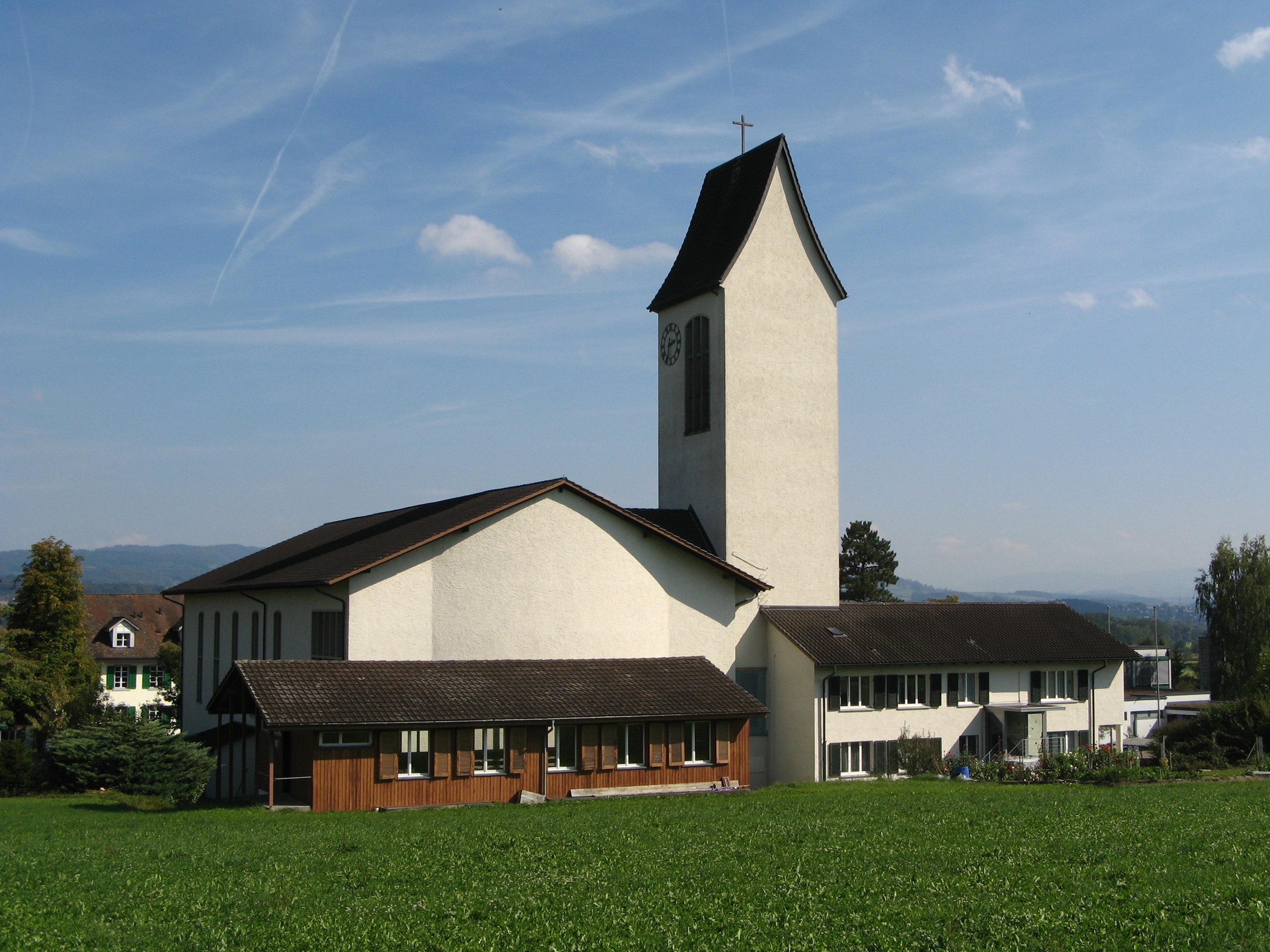
La chiesa cattolica di San Wendelino

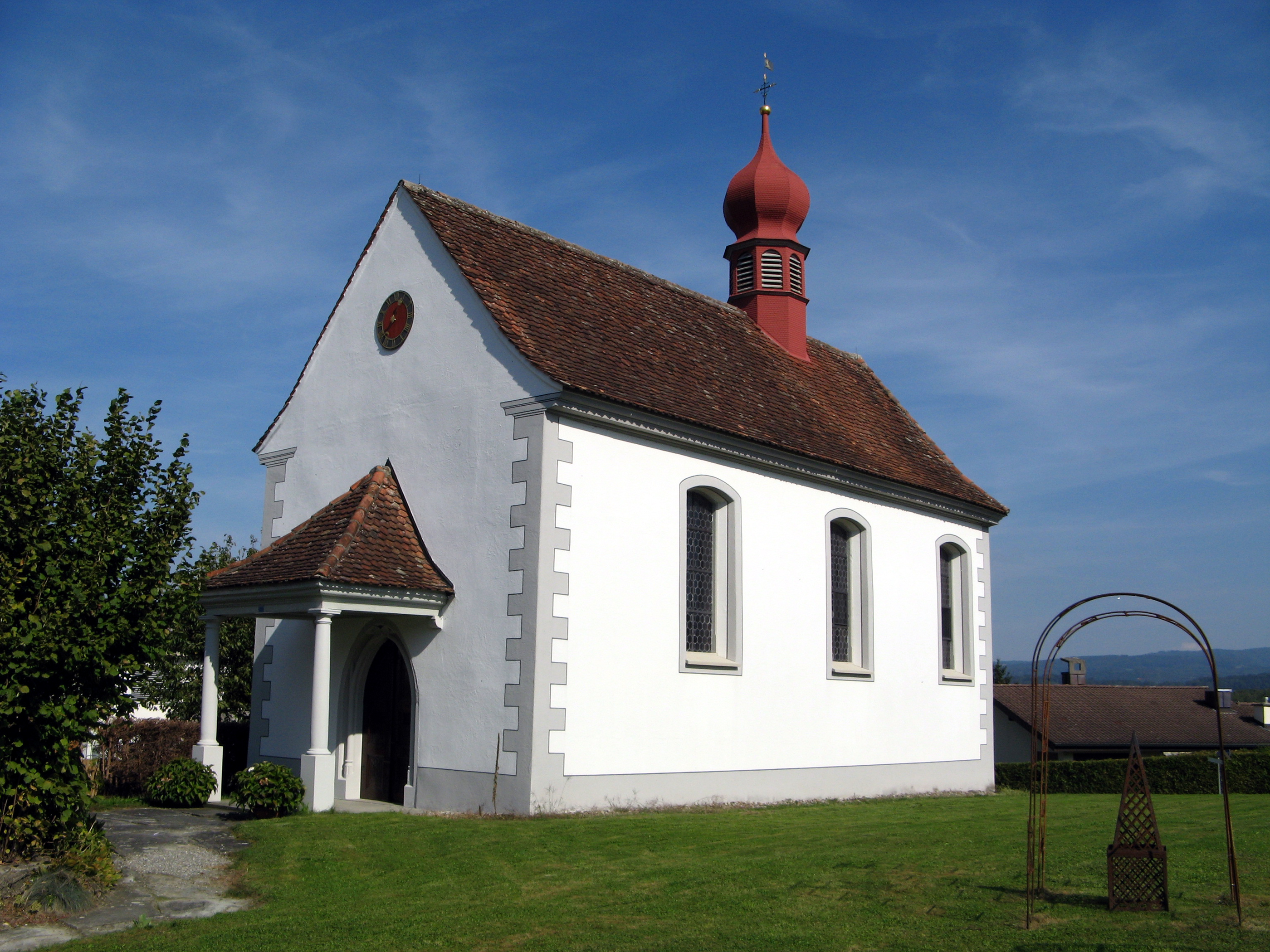
La cappella cattolica dei Santi Giovanni Battista ed Evangelista

- Chiesa cattolica di San Wendelino, eretta nel 1943[1];
- Cappella cattolica dei Santi Giovanni Battista ed Evangelista, attestata dal 1360-1370 e ricostruita nel 1521 e nel 1734[1].

## Società

### Evoluzione demografica
L'evoluzione demografica è riportata nella seguente tabella:
Abitanti censiti

## Amministrazione
Ogni famiglia originaria del luogo fa parte del cosiddetto comune patriziale e ha la responsabilità della manutenzione di ogni bene ricadente all'interno dei confini del comune.